# Його королівська хитрість
«Його королівська хитрість» (англ. His Royal Slyness) — американська короткометражна кінокомедія режисера Хела Роача 1920 року.

## Сюжет
Молодий продавець книг виявляється залучений в бурхливе політичне життя королівства Термозіт.

## У ролях
- Гарольд Ллойд — американський хлопець
- Мілдред Девіс — принцеса Флорель
- Снуб Поллард — принц
- Гас Леонард — король
- Ной Янг — репетитор принца
- Рой Брукс — брокер
- Семмі Брукс
- Вільям Гіллеспі
- Хелен Гілмор
- Естель Гаррісон